# Mohammad Eid
Mohammad Eid al-Bishi (né le 3 mai 1987) est un footballeur saoudien.
Bien qu'il ne compte aucune sélection en équipe nationale, il a participé à la Coupe du monde 2006 à la suite de la blessure de Mohammad Al-Anbar à l'entraînement.